# Hildebrand Automobil-Werke
Die Martin Hildebrand Automobil-Werke war ein deutscher Hersteller von Automobilen.

## Unternehmensgeschichte

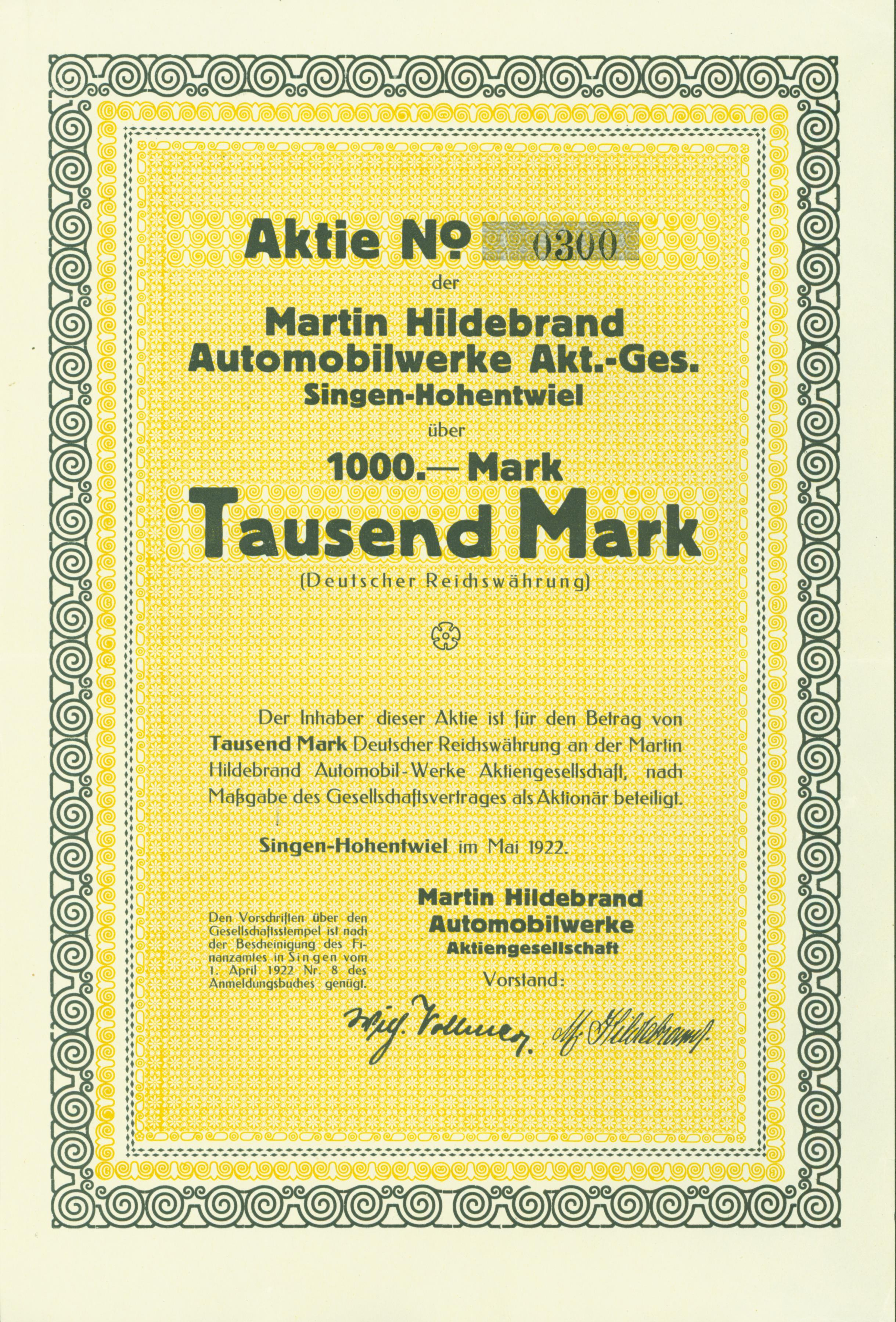
Aktie über 1000 Mark der Martin Hildebrand Automobilwerke AG vom Mai 1922

Martin Hildebrand (1882–1953), der bereits seit 1920 die Reparaturwerkstatt Hohentwiel-Garage in Singen (Hohentwiel) betrieb, gründete das Unternehmen am 2. Dezember 1921 im gleichen Ort. Die Produktion von Automobilen begann. Der Markenname lautete Hildebrand. Ein kniender Ritter war auf dem Emblem abgebildet. Das Unternehmen präsentierte 1924 drei Fahrzeuge auf der Berliner Automobilausstellung, die von Harry Piel, Lee Pari und Graf von Soden gekauft wurden. Ein schwerer Unfall von Martin Hildebrand im Jahre 1925, nachdem er fast ein Jahr arbeitsunfähig war, hemmte das Unternehmen. Der zweite Geschäftsführer Ott entnahm Geld aus dem Unternehmen. 1926 folgte der Konkurs.  Eine andere Quelle gibt an, dass sowohl die Teilnahme an der Automobilausstellung als auch der Unfall 1923 waren, der Konkurs 1924, und nur etwa 100 Fahrzeuge entstanden.

## Stückzahl
Ältere Quellen nennen fast 450 Fahrzeuge. Neuere Quellen geben etwa 100 oder 120 Fahrzeuge an.

## Fahrzeuge
Das erste Modell war der 5/15 PS. Dies war ein Kleinwagen. Ein Einbaumotor von den Steudel-Werken trieb das Fahrzeug an. Der Vierzylindermotor mit 65 mm Bohrung, 100 mm Hub und 1327 cm³ Hubraum leistete 15 PS. Auch Selve und Protos lieferten Motoren. Besonderheit war das Viergang-Soden-Vorwahlgetriebe der Zahnradfabrik Friedrichshafen AG. Benannt ist das Getriebe nach dem Konstrukteur Alfred Graf von Soden-Fraunhofen. Das Fahrzeug wog 650 kg und erreichte 65 km/h Höchstgeschwindigkeit.
Weiter sind die Modelle 6/18 PS und 6/20 PS genannt.
Ein Mr. Washburne aus Fair Harem in den USA fuhr nach eigenen Angaben bis mindestens 1949 ein Fahrzeug dieses Herstellers und fragte am 24. Oktober 1949 schriftlich nach Ersatzteilen. 1957 wurde das letzte bekannte Fahrzeug verschrottet.

## Autorennen
Die Fahrzeuge wurden auch bei Autorennen eingesetzt, besonders bei Bergprüfungen und Zuverlässigkeitsfahrten. Blümmer belegte den dritten Platz beim ADAC-Bergrennen in Rießersee, das vom 4. bis zum 5. Februar 1924 stattfand. Bei der zwei Tage zuvor in Garmisch veranstalteten Winterfahrt des ADAC wurde auch eine gute Platzierung erzielt.